# Большой песочник
Большо́й песо́чник (лат. Calidris tenuirostris) — птица семейства бекасовых, наиболее крупный представитель из рода песочников. Гнездится в Восточной Сибири и на Дальнем Востоке. Зимует в южной, юго-восточной Азии и Австралазии. Образует стаи, иногда достигающие нескольких сотен особей, и чаще всего держится с веретенниками, зуйками, песочниками-красношейками и исландскими песочниками. Они предпочитают песчано-илистые участки побережья заливов, обнажающиеся в период отлива, а также каменистые россыпи на горных вершинах.

## Описание

### Внешний вид
Самый крупный из песочников. Строением клюва, крыла и отдельных элементов ног (относительно короткие ноги и пальцы), форме хвоста и окраске пуховиков он напоминает более распространённого исландского песочника. При этом при сравнении этих двух видов большой песочник выделяется более продолговатым туловищем с выпуклой грудью и длинным клювом. Длина тела 260—280 мм, масса самцов и самок 101—131 г. По общему виду и размерам большого песочника также можно сравнить с улитами — в отличие от последних песочник имеет отличный рисунок оперения и вокализацию. От травника и щёголя птицу можно отличить по зеленовато-бурой окраске ног и округлыми пестринами на груди. Клюв достаточно длинный, прямой, загруглённый на большей части гребня надклювья и уплощённый на вершине. Хвост прямо срезанный, средняя пара рулевых не длиннее крайних.

В брачном наряде зоб и грудь густо покрыты тёмно-коричневыми сердцевидными пятнами на белом фоне, нередко сливающимися в центральной её части. Горло спереди белое с мелкими продольными штрихами. Верхняя часть тела имеет тёмно-бурый фон, однако нередко (но не всегда) значительное количество рыже-каштановых с чёрными вершинами перьев в межлопаточной области, а также беловатые каёмки придают птице более пёстрый вид. Задняя часть спины и надхвостье серовато-бурые с широкими беловатыми каёмками, верхние кроющие хвоста чисто-белые либо белые с тёмными отметинами. Задняя часть груди, брюхо и подхвостье белые, иногда с тёмно-коричневыми пятнами, но не такими интенсивными, как в передней части груди.
В зимнем оперении самец и самка окрашены в более светлые и невзрачные тона. Верхняя часть пепельно-серая с тёмно-бурыми надствольными пятнами и узкими беловатыми каёмками, более чёткими на голове, шее и в верхней части спины по сравнению с исландским песочником. Рыжие и охристые тона, характерные для брачного пера, зимой отсутствуют. Низ белый с узкими тёмными продольными штрихами на шее и передней части груди. Молодые птицы обоих полов окрашены как взрослые зимой, отличаясь несколько более тёмным верхом головы и почти полным отсутствием тёмных отметин на груди.

### Голос
В целом немногословная птица. Изредка издаёт двусложный крик, передаваемый как «нют-нют» и напоминающий таковой у исландского песочника, при этом первый слог более длинный и высокий, а второй — короткий и низкий. Брачная песня самца, звучащая в токовом полёте на большой высоте — довольно громкий и глухой крик «крыыыкрыыы-крыыы».

## Распространение
Большой песочник гнездится исключительно на территории России, то есть является гнездовым эндемиком этой страны. Ареал охватывает горные тундры Восточной Сибири и Дальнего Востока к востоку от Верхоянского хребта. Северная граница гнездовий проходит через горные районы в дельте Колымы и Чукотского полуострова, южная через хребты Становой, Джугджур и юго-западную оконнечность Колымского нагорья.
Места зимовок находятся на побережьях Индостана, Юго-Восточной Азии и Австралазии. Значительное количество птиц перемещается на северо-запад Австралии и берега залива Карпентария. Изредка зимует в западной части Индонезии и ещё реже в Новой Зеландии. Случайные залёты известны в Саудовской Аравии и Марокко. Годовалые птицы не возвращаются на гнездовья, а проводят лето на зимовках.
Места обитания большого песочника заметно отличаются от других представителей рода и больше напоминают таковые у более крупных куликов, таких как монгольский зуёк, пепельный улит и кроншнеп-малютка. Подавляющее число видов песочников в гнездовой период выбирает арктические побережья и сырые зональные тундры. В отличие от них, большой отдаёт предпочтение плоским вершинам горной тундры, на которых плотно сросшиеся с субстратом (накипные) лишайники и редкие пятна травянистой растительности наподобие дриады, толокнянки альпийской, водяники и голубики теряются на фоне обширных пространств из голого щебня. На зимовках песочник держится на морских побережьях либо в непосредственной близости от них — в устьях рек либо по берегам мелких лагун.

## Размножение
Моногам. Весной первые птицы появляются на Сахалине в конце первой декады мая, интенсивный пролёт происходит в третьей декаде мая. Откладка яиц в мае — июне. В гнезде 4 яйца, насиживают оба родителя в течение 21 дня. Выводок водит самец, в то время как самка покидает гнездо вскоре после появления на свет птенцов. Птенцы поднимаются на крыло в возрасте 20 — 25 дней. По наблюдением на Сахалине, осенне-летние перемещения куликов начинаются в июле, продолжаются в августе—сентябре и заканчиваются в октябре.

## Питание
В гнездовой период взрослые птицы питаются преимущественно ягодами, однако птенцов откармливают насекомыми. На зимовках основу питания составляют двустворчатые моллюски. Кроме того, употребляет в пищу улиток, ракообразных, кольчатых червей и голотурий.

## Галерея

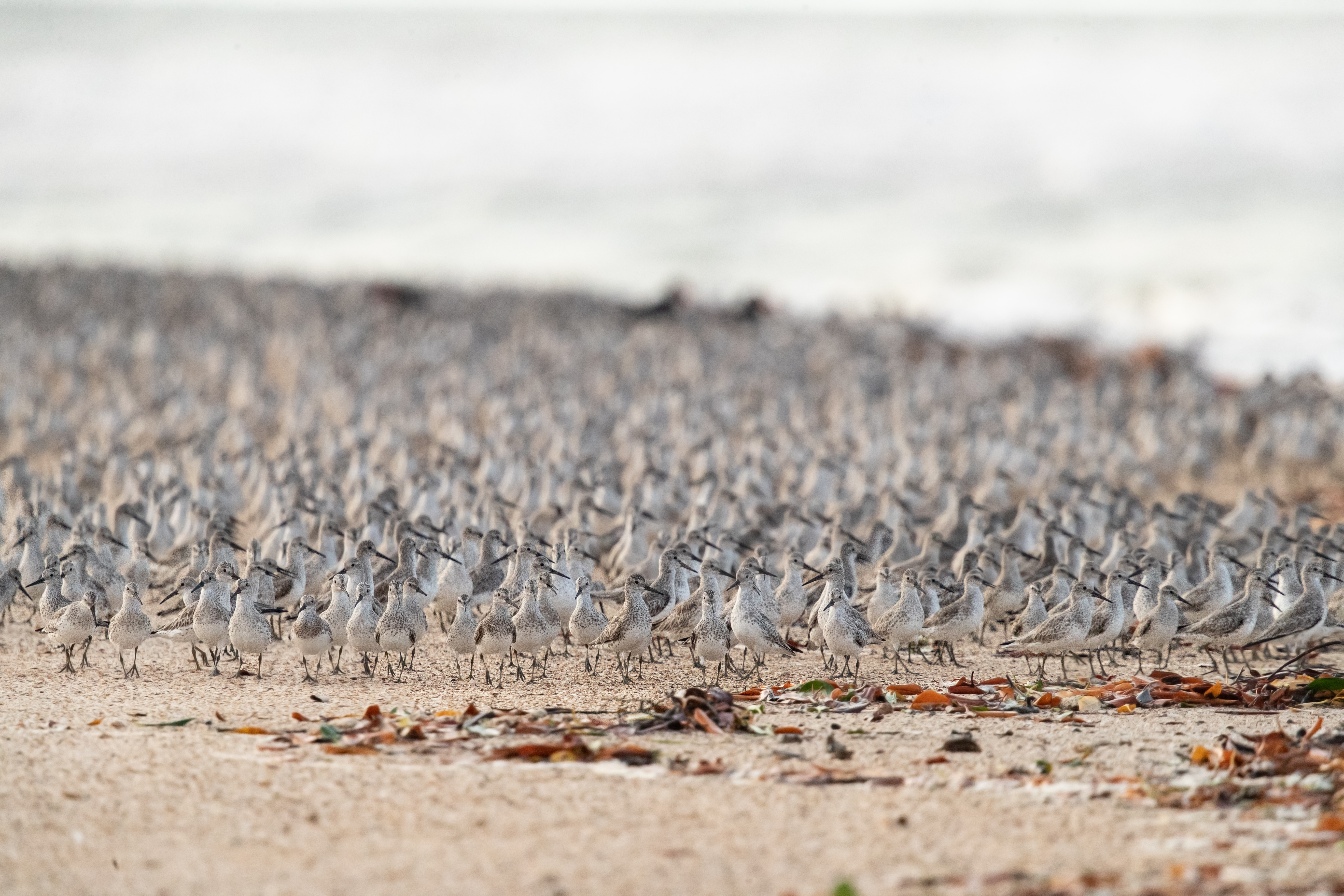
Колония больших песочников в Австралии
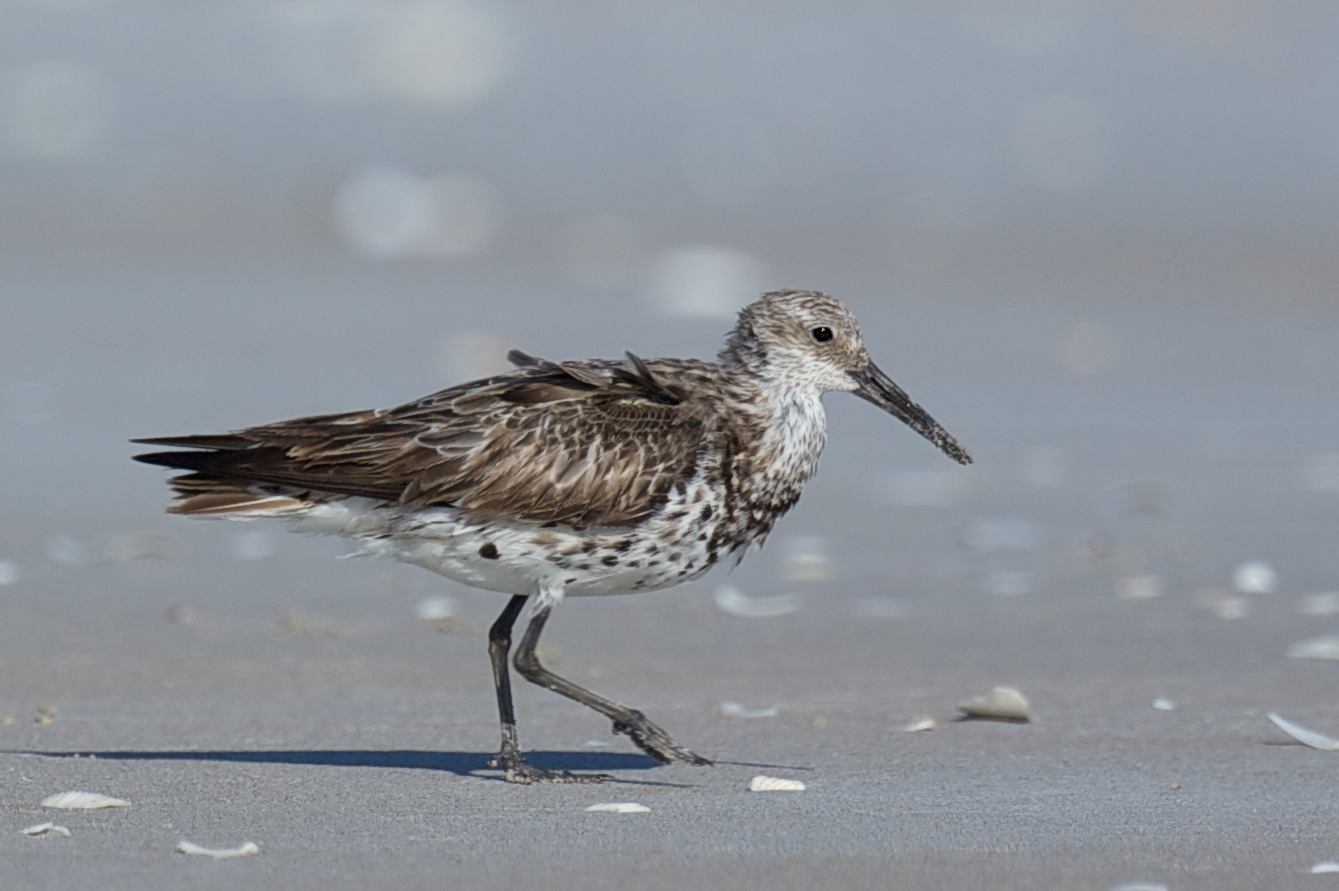
Большой песочник
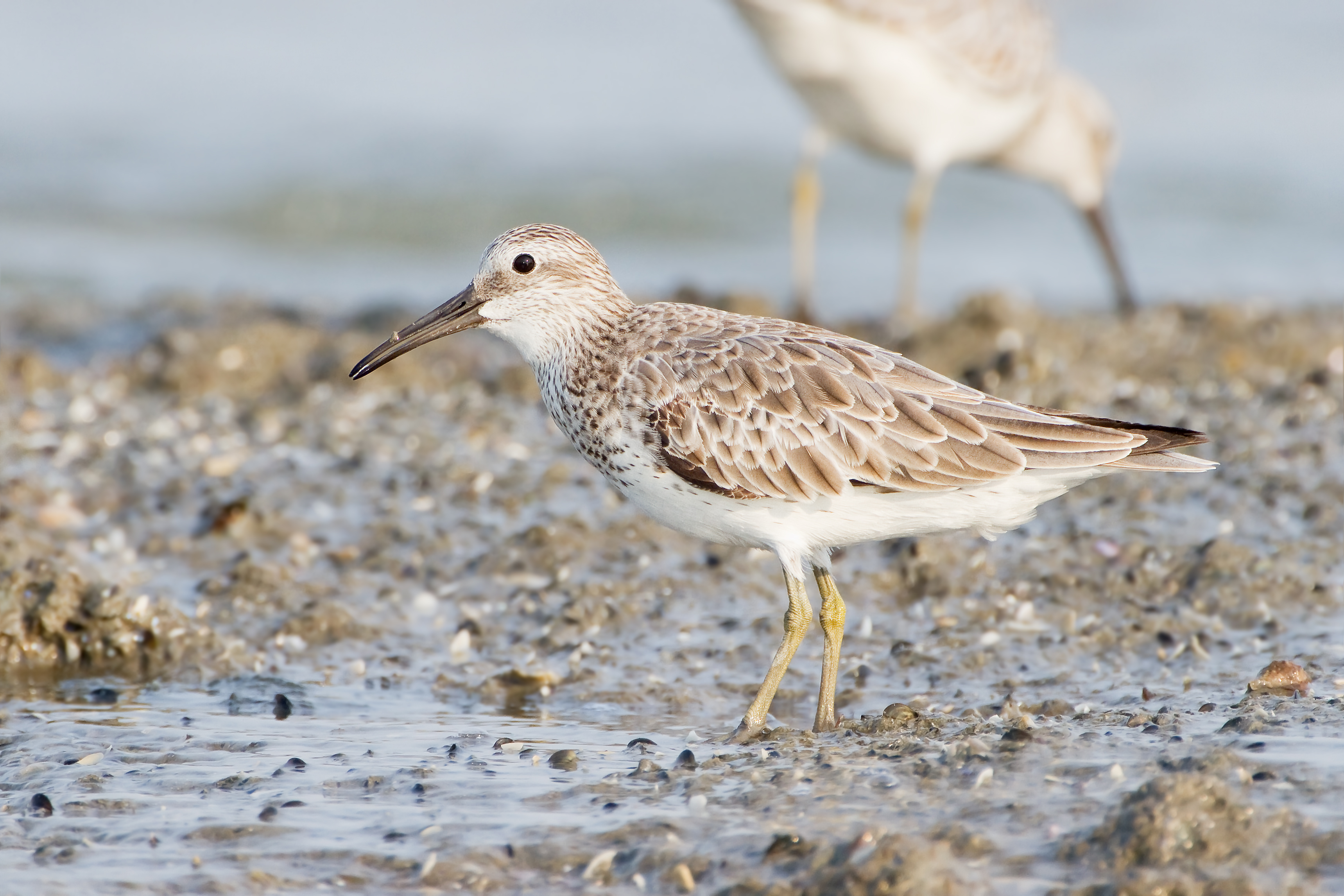
В Таиланде
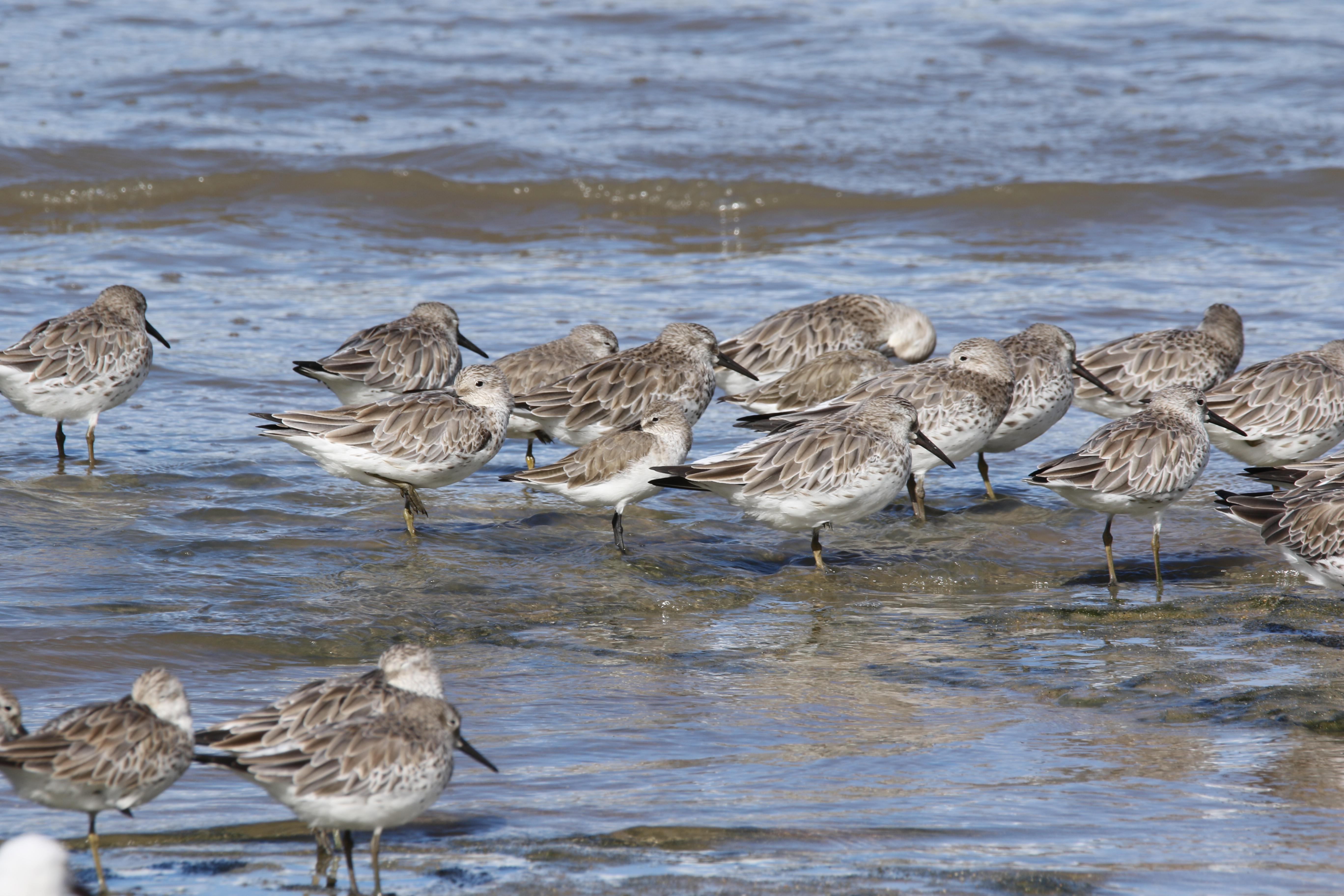
Стая в воде